# Franklin Parish
Franklin Parish is een parish in de Amerikaanse staat Louisiana.
De parish heeft een landoppervlakte van 1.615 km² en telt 21.263 inwoners (volkstelling 2000). De hoofdplaats is Winnsboro.

## Bevolkingsontwikkeling

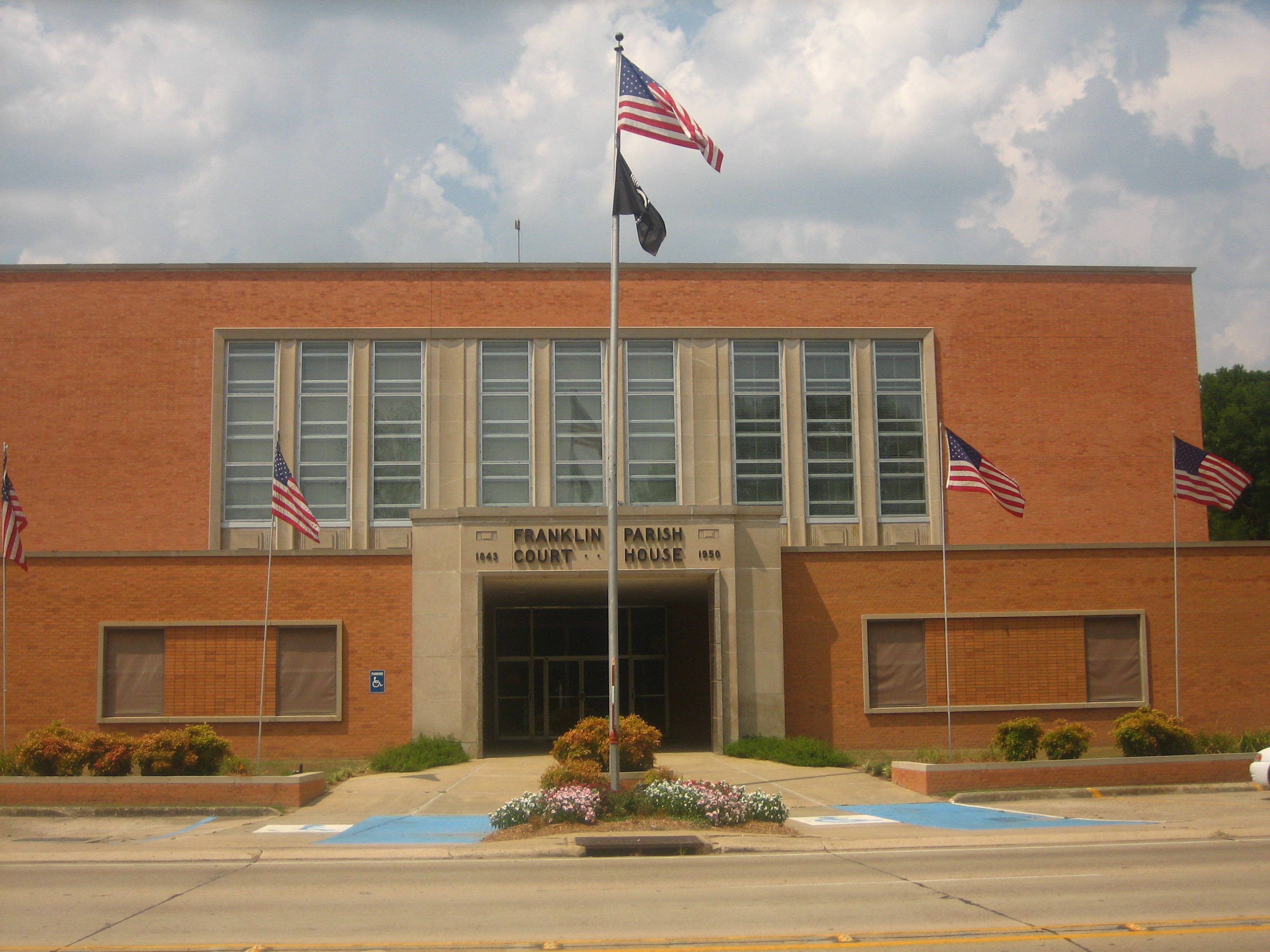
Franklin Parish Courthouse